# وزغ‌آرواره
وزغ‌آرواره (نام علمی: Batrachognathus) نام یک سرده منقرض‌شده از تیره بی‌دم‌آروارگان است. گونه‌ای که از این سرده یافت شده «وزغ‌آرواره پرنده» (Batrachognathus volans) نام دارد.
بقایای این جاندار که در اواخر ژوراسیک (در عصرهای آکسفوردین تا کیمریجین زندگی می‌کرد در منطقه کاراباستاو سویتا در قزاقستان یافت شده‌است.
از آنجا که سر این جاندار مانند وزغ‌ها کوتاه و پهن است به او نام وزغ‌آرواره داده شده‌است. نام‌گذاری این سرده و گونه در سال ۱۹۴۸ توسط دیرین‌شناس روس، آناتولی ریابینین صورت گرفته‌است.